# Grotte Celoni (Roms tunnelbana)
Grotte Celoni är en station på Roms tunnelbanas Linea C. Stationen är belägen vid Via Casilina på gränsen mellan områdena Torre Angela och Torre Gaia i sydöstra Rom och togs i bruk år 2014.
Stationen Grotte Celoni har:
- Biljettautomater
- WC

## Kollektivtrafik
- Busshållplatser för ATAC och COTRAL

## Omgivningar
- San Bernardino da Siena
- Santa Maria Causa Nostrae Laetitiae
- Santa Rita
- Via Casilina
- Piazza Siderea
- Villaggio Breda
- Tor Bella Monaca